# وزغ پابیلچه‌ای آنام
وزغ پابیلچه‌ای آنام (نام علمی: Brachytarsophrys intermedia) نام یک گونه از تیره قورباغه‌های خاشاک است.